# Reparationsforderungen der Republik Griechenland gegen die Bundesrepublik Deutschland
Unter Reparationsforderungen der Republik Griechenland gegen die Bundesrepublik Deutschland werden Forderungen des griechischen Staates gegenüber Deutschland im 21. Jahrhundert verstanden, die auf Entschädigung für Verluste und Schäden gerichtet sind, die während der deutschen Besetzung Griechenlands während des Zweiten Weltkriegs verursacht worden seien. Nach Medienberichten sind sich seit Jahrzehnten die griechischen Regierungen in der Forderung nach Reparationen einig.
Unabhängig von der Reparationsfrage besteht die Forderung nach Rückzahlung der Deutsche Zwangsanleihe in Griechenland, die strenggenommen nicht zu den Reparationen  zählt.

## Situation im besetzten Griechenland ab 1941
Nachdem das Deutsche Reich bzw. die Wehrmacht im Balkanfeldzug (April 1941) Griechenland besetzte, wurde von deutscher Seite eine Kollaborationsregierung eingesetzt. De facto handelte es sich um Vertreter der Besatzungsmacht, welche die Große Hungersnot in Griechenland oder die extreme Steigerung des Banknotenumlaufs mittrug. Die eingesetzte Regierung versuchte im August 1941 eine Mäßigung der Abgabenzahlungen und somit eine gewisse Akzeptanz oder Legitimation des Volkes zu erreichen, dies war jedoch nicht im Interesse der Besatzer. Zur Sicherung des Waren- und Vermögensabflusses wurde die DEGRIGES (Deutsch-Griechische Warenausgleichsgesellschaft mbH) gegründet. In allen drei Besatzungszonen lag die wirtschaftliche Ausbeutung bei der deutschen Seite.
Der Warenabfluss wurde mittels der Erhebung von „Besatzungskosten“ legitimiert, deren Erhebung die Haager Landkriegsordnung erlaubte. Da jedoch die realen Ausgaben in Griechenland nicht ausreichten, wurden Ausgaben anderer besetzter Länder hinzugerechnet. Als laut Berechnungen der Reichsbank mit 78 Reichsmark pro Kopf die mit Abstand höchsten Besatzungskosten erreicht wurden, wurde ein neuer Vorwand zur Ausplünderung gesucht. Auf Empfehlung von Hitler wurden die „Besatzungskosten“ teilweise zu „Aufbaukosten“, da die Griechen ja die wirtschaftliche Zerstörung ihres Landes selbst verschuldet hätten.
Die Bank von Griechenland wurde 1942 genötigt, der Deutschen Reichsbank eine Zwangsanleihe zu gewähren und ihre Devisenreserven an das Deutsche Reich abzutreten. Eine Rückzahlung der Anleihe erfolgte nur zum Teil. Einer deutschen Akte aus dem Jahr 1945 zufolge bestand noch eine „Deutsche Restschuld“ gegenüber Griechenland in Höhe von 476 Mio. Reichsmark (RM).
Als das Ende der Besatzungszeit absehbar war, verübten die deutschen Besatzungskräfte Vandalismusakten, so wurde der Kanal von Korinth blockiert, indem man Lokomotiven und Waggons der griechischen Staatsbahnen hineinwarf.

## Alliiertes Reparationsabkommen 1946
Im Pariser Reparationsabkommen legten die Alliierten 1946 fest, welche Reparationen Deutschland zu leisten habe und wie diese auf die Länder aufgeteilt werden sollten. Griechenlands Anteil an den deutschen Reparationsleistungen entsprach schätzungsweise 7,181 Milliarden US-Dollar in Preisen von 1938. Außerdem sollte Griechenland Anteile an den Reparationsleistungen der Besatzungsmächte Italien und Bulgarien erhalten. Die Teilnehmerstaaten kamen überein, damit alle Forderungen aus den Kriegsverhältnissen an staatliche deutsche Stellen als abgegolten zu betrachten. Das betraf auch Besatzungskosten und Forderungen gegen Clearingkonten und „Reichskreditkassen“. Es wurde von den griechischen Vertretern am 24. Januar 1946 unterzeichnet, vom griechischen Parlament erst am 30. Dezember 1955. Griechenland konnte deutschen Auslandsbesitz in Griechenland als Reparationsleistung heranziehen. Eine Interalliierte Reparationsagentur überwachte das Reparationsverfahren und die Zahlungen.

## Deutsche Reparationsleistungen nach 1945
Die deutschen Reparationsleistungen an den griechischen Staat bestanden in der zweiten Hälfte des 20. Jahrhunderts aus Sachleistungen und Zahlungen. Die Pariser Verträge von 1954 beendeten die Reparationsleistungen der Bundesrepublik Deutschland an frühere Kriegsgegner.
Italien und Bulgarien verpflichteten sich, Reparationszahlungen an Griechenland zu leisten. Die Inselgruppe Dodekanes wurde von Italien 1947 an Griechenland abgetreten, Griechenland bestellte bis in die 1960er Jahre neue Sachgüter in Italien, darunter Schienenfahrzeuge und Maschinen, die als Reparationen verrechnet wurden.
Die Alliierten demontierten in Deutschland zahlreiche Produktionsanlagen und sprachen diese verschiedenen Ländern zu. Griechenland wurden laut Spiegel „30.000 Tonnen wertvollen Maschinenmaterials, darunter mehrere große Walzstraßen, eine größere Anzahl von Werkzeugmaschinen, Kranteilen, Gießerei- und Farbenfabrik-Einrichtungen“ zugesprochen, von denen 11.500 Tonnen im Jahr 1950 nach Piräus verschifft wurden, die übrigen 18.500 Tonnen verblieben zunächst in Hamburg. Davon wurden 16.000 Tonnen an die Iron and Steel Corporation verkauft, noch in Deutschland verschrottet und nach England verschifft. In einem Fall ist überliefert, dass Griechenland auf eine bereits demontierte Turbinenanlage aus Bremen verzichtete und der Wiedereinbau Arbeitsplätze in der Stadt sicherte.

## Wiedergutmachung Deutschlands 1960
Zusätzlich zu den Reparationsleistungen verpflichtete Deutschland sich zu weiteren Entschädigungen. Im Rahmen des Vertrages mit der Bundesrepublik vom 18. März 1960 über Leistungen zugunsten griechischer Staatsangehöriger, die von nationalsozialistischen Verfolgungsmaßnahmen betroffen worden sind erhielt Griechenland Zahlungen in Höhe von 115 Millionen D-Mark „zugunsten der aus Gründen der Rasse, des Glaubens oder der Weltanschauung von nationalsozialistischen Verfolgungsmaßnahmen betroffenen griechischen Staatsangehörigen“ und Hinterbliebenen. Dieser Vertrag gehörte zu einer Reihe von Wiedergutmachungs-Globalabkommen mit elf westlichen Staaten wie Frankreich, Italien und den Niederlanden sowie mit Österreich. Das Abkommen und das Zustimmungsgesetz wurden in der Bundesrepublik am 21. September 1961 verkündet, das griechische Gesetz am 24. August 1961 – es trat am 21. Oktober 1961 in Kraft. Für die im griechischen Ratifizierungs- und Verteilungsgesetz vorgesehenen Leistungen kamen auch Widerstandskämpfer in Betracht. Nach dem Kenntnisstand von Ernst Féaux de la Croix im Jahr 1985 „blieben Einzelheiten des Verteilungsverfahrens in einem Dunkel“.
Begleitet wurde die Vertragsunterzeichnung durch einen Briefwechsel zwischen dem Auswärtigen Amt und der griechischen Botschaft in Bonn. Im Brief der griechischen Seite behielt diese sich jedoch vor, „mit dem Verlangen nach Regelung weiterer Forderungen, die aus nationalsozialistischen Verfolgungsmaßnahmen während Kriegs- und Besatzungszeit herrühren, bei einer allgemeinen Prüfung gemäß Artikel 5 Abs. 2 des Abkommens über deutsche Auslandsschulden vom 27. Februar 1953 [an die deutsche Regierung] heranzutreten“.
Schon der offizielle Name „Vertrag zwischen der BRD und dem Königreich Griechenland über Leistungen zugunsten griechischer Staatsangehöriger, die von nationalsozialistischen Verfolgungsmaßnahmen betroffen sind“ besagt, dass es in dem Abkommen um das Leid und die Ansprüche der griechischen Bürger geht, nicht aber um Ansprüche des griechischen Staats. Auch der wissenschaftliche Dienst des Deutschen Bundestages stellte in dieser Sache fest, dass sich „der Vertrag explizit auf die Entschädigung von griechischen Staatsangehörigen, die aus Gründen der Rasse, des Glaubens oder der Weltanschauung von nationalsozialistischen Verfolgungsmaßnahmen betroffen waren, und deren Angehörige bezog. Darüber hinausgehende Reparationsfragen wie die Rückzahlung der ‚Deutschen Restschuld‘ regelte der Vertrag nicht.“

## Weitergehende Forderungen des griechischen Staates
Im Frühjahr 2013 prüfte eine Kommission staatlicher griechischer Juristen, ob Griechenland noch berechtigte Reparationsforderungen aus der Zeit des Ersten und Zweiten Weltkriegs an Deutschland richten kann. Insbesondere geht es um eine angebliche „Deutsche Restschuld“ in Höhe von 476 Mio. Reichsmark (RM) aus der nicht vollständig zurückgezahlten Zwangsanleihe von 1942. Eine entsprechende Forderung an Deutschland wurde von der damaligen griechischen Regierung offiziell nicht erhoben.
Der Völkerrechtler Andreas Fischer-Lescano äußerte im März 2015 die Auffassung, Reparationsforderungen Griechenlands hätten durchaus eine Berechtigung. Es habe nie eine abschließende Klärung dieser Frage gegeben.
Manolis Glezos, ein ehemaliger griechischer Widerstandskämpfer und Politiker, setzte sich jahrzehntelang unter anderem für Entschädigungs- und Wiedergutmachungszahlungen der Bundesrepublik Deutschland an Griechenland und an griechische Opfer des Nationalsozialismus ein.
Das griechische Parlament beschloss am 17. April 2019, auf offiziellem Weg Zahlungen in Höhe von bis zu 289 Milliarden Euro für die von Deutschen verursachten Kriegsschäden und -verbrechen zu fordern. Am 5. Juni 2019 schickte die griechische Regierung eine dem entsprechende Verbalnote nach Berlin. Die deutsche Bundesregierung lehnte diese Forderungen ab.

## Reaktion Deutschlands
Die Bundesregierung hat weitergehende Forderungen aus Griechenland stets mit Hinweis auf die Charta von Paris und insbesondere den Zwei-plus-Vier-Vertrag von 1990 zurückgewiesen: „Deutschland hat seit Beendigung des Zweiten Weltkrieges in hohem Maße Reparationsleistungen erbracht, die die betroffenen Staaten nach allgemeinem Völkerrecht zur Entschädigung ihrer Staatsangehörigen verwenden sollten. Allein durch Wiedergutmachung und sonstige Leistungen wurde ein Vielfaches der ursprünglich auf der Konferenz von Jalta ins Auge gefassten Reparationen in Höhe von 20 Milliarden Dollar erbracht.“

## Zivilklagen griechischer Staatsangehöriger
Die Verteilung der Reparationsleistungen, die der deutsche Staat an den griechischen Staat leistete, oblag der Republik Griechenland. Wer wie viel erhielt, hatte die griechische Regierung nach selbstgewählten Maßstäben zu entscheiden. Einzelne Personen oder Körperschaften aus Griechenland, die entweder gar keine oder niedrige Entschädigungszahlungen erhielten, versuchten, auch auf dem Klageweg vor zivilen Gerichten Entschädigungen von Deutschland zu erhalten. Das war bisher nicht erfolgreich.

### Forderung der Jüdischen Gemeinde Thessaloniki
Ein anderes Anliegen ist die Forderung der Jüdischen Gemeinde Thessaloniki nach Rückzahlung des Geldes samt Zinsen für die Auschwitz-Fahrkarten. An der Vernichtung der griechischen Juden war damals die Deutsche Reichsbahn beteiligt, indem sie die Opfer von Thessaloniki aus in die Konzentrationslager deportierte. So wurden über 58.000 Juden aus Griechenland verschleppt. Gleichzeitig zwang die SS ihre Opfer dazu, Fahrkarten für ihre Verschleppung zu zahlen.
Gemeinsam mit der Initiative Zug der Erinnerung setzt sich die Jüdische Gemeinde Thessaloniki dafür ein, dass für das begangene Unrecht durch die Deutsche Bahn AG als Rechtsnachfolger der Deutschen Reichsbahn Entschädigungszahlungen an die Opfer und deren Nachkommen gezahlt werden.
Des Weiteren erhob die Jüdische Gemeinde von Thessaloniki im Jahr 2014 eine Klage vor dem Europäischen Gerichtshof für Menschenrechte (EGMR) gegen die Bundesrepublik, um das Lösegeld zurückzuerhalten, welches Mitglieder der Gemeinde an den damaligen Regionalkommandanten von Thessaloniki Max Merten gezahlt hatten, um ihre Angehörigen auszulösen. Trotz der Zahlung, die Teil einer Vereinbarung mit den Besatzern war, wurden die Juden deportiert. Der EGMR hielt die Individualbeschwerde für unzulässig.

### Forderungen von Einzelpersonen
Der Bundesgerichtshof hat Ersatzansprüche von Hinterbliebenen des Distomo-Massakers gegen die Bundesrepublik Deutschland verneint. Nach der im Zweiten Weltkrieg gegebenen Rechtslage standen im Falle von Verletzungen des Kriegsvölkerrechts etwaige Schadensersatzansprüche gegen den verantwortlichen fremden Staat nicht einzelnen geschädigten Personen, sondern nur deren Heimatstaat zu.